# Gian Francesco de Majo
Gian Francesco de Majo (Nàpols, 24 de març de 1732 - Nàpols, 17 de novembre de 1770) fou un compositor italià. També se'l coneixia amb el nom de Ciccio.

## Biografia
Va començar a estudiar música amb el seu pare Giuseppe de Majo, a continuació, amb el seu oncle Gennaro Manna i besoncle Francesco Feo. Encara adolescent, a l'edat de tretze anys, actuà com a segon clavicèmbal al Teatre de la Cort, i des de 1747 ajudà al seu pare, ocupat des del 1745 en el paper de director de la Capella Reial, com a organista sense sou. Després de la mort de l'organista titular de la capella Pietro Filippo Scarlatti l'any 1750, va començar a rebre un sou d'un ducat al mes per la seva feina i el 1758, amb la promoció com a segon organista, va pujar a vuit ducats. A més de l'activitat organística, a partir de 1749 va participar activament, en la mateixa capella, com a compositor d'obres sagrades.
El 7 de febrer de 1759 va posar en escena la seva primera òpera a Parma, Ricimero, re dei goti. El mateix any l'obra va ser representada a Roma, on, com es mostra en les memòries de Goldoni, va ser un gran èxit. A principis de 1760 a causa de la tuberculosi no va poder posar música al llibret Il trionfo di Camilla de Silvio Stampiglia al Teatro San Carlo, però se les va arreglar per presentar abans de juny d'aquest any, el dramma per musica Cajo Fabrizio, que va ser ben rebut pel públic.
Entre 1761 i 1763 va representar algunes de les seves obres a les ciutats del nord d'Itàlia: va ser en Livorno, Venècia i després a Torí, i durant aquest viatge va tenir també l'oportunitat de reunir-se amb el Pare Martini. Després del retorn a la seva ciutat natal durant un breu període, va partir el febrer de 1764 cap a Viena, ja que va rebre l'encàrrec de compondre una òpera per celebrar la coronació de Josep II com a emperador, i més tard aquell mateix any va anar a Mannheim.
Després d'haver representat a Madrid el seu treball, va tornar a Itàlia el 1765 i va presentar a Torí el llibret de Moctezuma de Vittorio Amedeo Cigna-Santi. Va tornar a Nàpols l'any següent, però per ben poc, ja que va emprendre tot seguit un altre viatge per Itàlia i Europa, va ser de nou a Mannheim i de retorn es va aturar a Venècia i Roma. L'agost de 1767 va succeir al seu pare Giuseppe en la posició de mestre de capella a la cort reial a Nàpols: per obtenir aquest lloc va haver d'entrar en competència amb Niccolò Piccinni.
A causa dels problemes financers de Majo va haver de renunciar a molts futurs viatges per la posada en escena de les seves obres noves. Al costat de la posició de director de la capella, va tornar al seu antic lloc d'organista i l'activitat de la composició d'obres sagrades. Per celebrar l'aniversari de la reina Maria Carolina va ser comissionat per compondre una obra, Eumene, per representar el 4 de novembre de 1770 al San Carlo, però a causa de l'empitjorament de la seva salut es va posposar fins al gener de l'any següent. No obstant això, de Majo va ser incapaç d'acabar-la (va compondre només el primer acte) ja que3 va morir de tuberculosi el 17 de novembre. L'obra va ser acabada per Giacomo Insanguine i Pasquale Errichelli.

## Consideracions sobre el compositor
Una mort prematura a trenta-vuit anys interrompé la seva carrera, al llarg de la qual compongué vint melodrames, dos oratoris i tres misses, a més de cantates, motets, etc. La seva influència sobre Mozart -a qui encantava la vivacitat de la invenció musical i la dolcesa de les melodies de Majo— és reconeguda per molts estudiosos, que també el consideren un dels reformistes de l'òpera d'aquella època, per tal com adequà les estructures tradicionals de l'opera seria a les noves exigències expressives, amb una major autonomia dels instruments i la temptativa d'abandonar l'estricta bipartició entre recitatiu i ària.
De Majo en el seu temps va ser molt respectat pels seus contemporanis com Mozart, que va tenir l'oportunitat d'escoltar-lo en una església de Nàpols i que en una carta adreçada a la seva germana indicava que la seva música bellissima. Per l'escriptor Wilhelm Heinse la música de Gian Francesco era millor que la de Giovanni Battista Pergolesi i Christoph Willibald Gluck.
El seu treball, en el que utilitza l'estructura tradicional de l'opera seria, va despertar un èxit considerable, especialment gràcies al seu valor dramàtic, possible gràcies a una intensificació expressiva de la música i fer els canvis necessaris en l'estructura de les àries. En els tractats del segle xviii és considerat, juntament amb Niccolò Jommelli i Tommaso Traetta, un dels tres compositors italians de l'òpera seriosa que van experimentar una reforma, la reforma que actualment s'atribueix a Gluck.
Fins i tot la música sacra té un nivell dramàtic d'alta qualitat, aconseguit gràcies a les dissonàncies harmòniques del recitatiu acompanyat.

### Òperes
- Ricimero, re dei goti (opera seria, llibret de Pietro Pariati i Apostolo Zeno, 1759, Parma)
- Cajo Fabrizio (opera seria, llibret d'Apostolo Zeno, 1760, Nàpols)
- L'Almeria (opera seria, llibret de Marco Coltellini, 1761, Livorno)
- Artaserse (opera seria, llibret de Pietro Metastasio, 1762, Venècia)
- Catone in Utica (opera seria, llibret de Pietro Metastasio, 1763, Torí)
- Demofoonte (opera seria, llibret de Pietro Metastasio, 1763, Roma)
- Alcide negli orti esperidi (opera seria, llibret de Marco Coltellini, 1764, Viena)
- Ifigenia in Tauride (opera seria, llibret de Mattia Verazi, 1764, Mannheim)
- Montezuma (opera seria, llibret de Vittorio Amedeo Cigna-Santi, basato su La conquista del messico di Antonio de Solis, 1765, Torí)
- La constancia dichosa (opera seria, llibret de L. Fontana, 1765, Madrid)
- Alessandro (nell'Indie) (opera seria, llibret de Mattia Verazi, dopo Pietro Metastasio, 1765, Mannheim)
- Antigono (opera seria, llibret de Pietro Metastasio, 1767, Venècia)
- Antigona (opera seria, llibret de Gaetano Roccaforte, 1768, Roma)
- Ipermestra (opera seria, llibret de Pietro Metastasio, 1768, Nàpols)
- Adriano in Siria (opera seria, llibret de Pietro Metastasio, 1769, Roma)
- Didone abbandonata (opera seria, llibret de Pietro Metastasio, 1770, Venècia)
- Eumene (1r acte) (opera seria, llibret d'Apostolo Zeno, 1771, Nàpols; completada per Giacomo Insanguine i Pasquale Errichelli i representació pòstuma)